# Лып (приток Чепцы)
Лып — река в России, протекает в Кезском районе Удмуртии. Устье реки находится в 411 км по правому берегу Чепцы. Длина реки составляет 53 км, площадь бассейна — 1020 км².
Исток реки на Верхнекамской возвышенности в 25 км северо-восточнее посёлка Кез неподалёку от границы с Пермским краем. Генеральное направление течения — юг и юго-запад.
Большая часть течения проходит по лесному массиву (ель, пихта, береза, лиственница). Берега реки низкие, лес на берегах периодически сменяется кустарником. В верхнем течении на реке большое количество завалов, русло сильно извилистое. Ширина реки до впадения Юса 5-8 метров, ниже расширяется вдвое. Перед устьем ширина реки составляет около 25 метров, скорость течения — 0,2 м/с. Лес у устья уступает место зарослям ольхи и кустарникам. В низовьях река продолжает сильно петлять и образует большое количество затонов и стариц.
Крупнейший населённый пункт на реке — районный центр, посёлок Кез. Лып течёт по его восточной окраине. Также на реке стоит село Кабалуд и деревни Гладко, Кездур, Верхний и Нижний Пинькай. Крупнейший приток Лыпа — Юс, впадает чуть выше посёлка Кез.
Река Лып впадает в Чепцу на границе с Дебёсским районом в 20 км к юго-западу от посёлка Кез.

## Притоки
- 5,4 км: река Орел (лв)
- река Медьма (пр)
- река Старые Сири (лв)
- 19 км: река Кездурка (пр)
- река Гыркошур (лв)
- 26 км: река Крет (лв)
- река Кез (пр)
- 30 км: река Юс (пр)
- река Таганшур (лв)
- 37 км: река Костым (пр)
- река Изошур (лв)
- река Тольен (лв)
- река Кузьма (лв)
- 45 км: река Пудошур (пр)
- река Гранка (лв)

## Данные водного реестра
По данным государственного водного реестра России относится к Камскому бассейновому округу, водохозяйственный участок реки — Чепца от истока до устья, речной подбассейн реки Вятка. Речной бассейн реки — Кама.
Код объекта в государственном водном реестре — 10010300112111100032509.